# Hrvaški zgodovinski muzej
Hrvaški zgodovinski muzej (izvirno hrvaško Hrvatski povijesni muzej) je hrvaški muzej, ki deluje na področju hrvaške zgodovine. Ustanovljen je bil leta 1991, nahaja pa se v palači Vojković na naslovu Matoševa 9.
Njegova naloga je zbirati, ohranjati, obdelovati in predstavljati hrvaško kulturno in zgodovinsko dediščino od zgodnjega srednjega veka do sodobnega časa. Muzej je bil najprej sestavni del Narodnega muzeja, ustanovljenega v Zagrebu leta 1846, nato del HAZU (od 1959) in po prevzemu zbirke nekdanjega Muzeja hrvaške ljudske revolucije od leta 1991 deluje kot samostojna muzejska ustanova.
Vsebuje fond 17 muzejskih zbirk, vključno z arheološko zbirko, numizmatično zbirko, zbirko kamnitih spomenikov, sakralno zbirko, zbirko heraldike in sfragistike, zbirko predmetov iz vsakdanjega življenja, zbirko orožja, zbirko odlikovanj, medalj, plaket in značke, zbirka zastav in zastavnih trakov, zbirka uniform, zbirka slik, grafik in skulptur, kartografska zbirka, dokumentarna zbirka (I in II), zbirka umetnin 20. stoletja, zbirka fotografij, filmov in negativov ter zbirka variant. Muzej nima stalne razstave, temveč gradivo predstavlja s tematskimi razstavami in tiskovinami.